# Torben Thune
Torben Thune (15. december 1949 - 3. september 2014) var en dansk lydbogsindlæser, journalist, tv-studievært og tv-producent.
Torben Thune arbejdede mange år i den danske mediebranche. Han arbejdede som journalist og studievært hos bl.a. Danmarks Radio, Weekend-tv, TV 2 og Nordisk Film (forlod firmaet i august 1995). Endvidere arbejdede han som ”filmkøbmand” og tv-producent og handlede med både danske og udenlandske film. I tre år var han ansvarlig for driften og programmeringen af filmkanalen TV1000. Torben Thune afholdt endvidere en række kurser i medietræning og kommunikationsrådgivning.
Torben Thune var den første vært i TV 2's fredagsprogram Eleva2ren sammen med Isabella Miehe-Renard – det var fra 7. oktober 1988 til 24. februar 1989. 
Derudover var han i to etaper en meget benyttet lydbogsindlæser. Fra 1978-1987 og igen fra 2005. 
Torben Thune medvirkede i følgende tre film: 
- Mord i mørket (1986)
- Manden der ville være skyldig (1990)
- Høfeber (1991)